# Бегга Анденская
Бе́гга Анде́нская (ок. 615 — 17 декабря 693) — представительница знатного рода Пипинидов (позже — Каролингов). Дочь майордома Пипина I Ланденского и его жены Итты, прославлена в лике святых Римско-Католической Церковью.

## Биография
Бегга, вероятно, была старшей из дочерей франкского майордома Пипина I Ланденского, умершего в 639 году. Она вышла замуж за Анзегизеля, сына Арнульфа Мецского, объединив семьи Арнульфингов и Пипинидов, что определило будущее новой династии, позже получившей название Каролингов.
После смерти мужа Бегга постриглась в монахини. Она основала несколько церквей и построила монастырь в Анденне (Льежская епархия) на реке Маас, пробыв до смерти его аббатисой. Позже была канонизирована. Её сестра Гертруда Нивельская также была причислена к лику святых.

## Брак и дети
Муж: после 635 Анзегизель (около 605 — до 679)
- Пипин II Геристальский (ок. 635 — 16 декабря 714), майордом Австразии с 679 года, майордом Нейстрии и Бургундии с 687 года, герцог Франков с 687 года.
- Мартин Геристальский (около 655 — до 696), граф Лаона; жена: с около 695 года Бертрада (около 676 — 740), дочь короля Теодориха III.
- Клотильда (после 650 — 3 июня 692); муж: Теодорих III (654—691), король франков в 673 и 675—691 годах.